# Сюзън Зонтаг
Сюзън Зонтаг (на английски: Susan Sontag, по баща Розенблат, на английски: Susan Rosenblatt) е американска писателка, авторка на художествена литература и есеистика в областта на философията, литературната критика, културологията, фотографията и други.

## Биография
Сюзън Зонтаг е родена на 16 януари 1933 г. в Ню Йорк. Нейните предци са еврейски имигранти от Полша и Литва, пристигнали в Съединените щати през 19 век. Родена Розенблат, тя получава фамилното име Зонтаг след повторния брак на майка си. Единствените ѝ приятели в детството са книгите. На 15-годишна възраст тя постъпва в университета в Бъркли (Калифорния) (1948-1949). Завършва Чикагския университет с бакалавърска степен по изкуства през 1951 г. (един от нейните преподаватели е Кенет Бърк). В университета тя се запознава с младия преподавател социолог Филип Риф, за когото след десетдневно ухажване едва 17-годишна се омъжва през 1952 г. Бракът им трае 8 години. Риф става баща на единствения ѝ син Дейвид.
Семейството се мести в Бостън, където Зонтаг следва английска литература в Харвардския университет и получава магистърска степен по философия през 1954 г. Именно през този период тя се запознава с произведенията на класическите философи. Докато следва в Оксфорд през 1957 г., тя се сблъсква с проблема за сексизма, така че скоро се премества в Париж, където се сближава с американската интелигенция около списание Paris Review. Тук тя се занимава активно с френското кино и философия и пише много.
На 26-годишна възраст през 1958 г. тя се завръща в Америка, развежда се и остава сама със сина си, като отказва финансова помощ от съпруга си. В края на 1950-те и началото на 1960-те тя преподава философия в редица колежи и университети в Съединените щати, включително в Колумбийския университет, но по-късно изоставя академичната си кариера. В началото на 60-те години тя се премества в Ню Йорк, за да работи като редактор в списание Commentary.
През втората половина от живота си Зонтаг е обвързана с Ани Лейбовиц. Двете се запознават през 1989 г. на снимачна площадка и връзката им продължава до смъртта на Сюзън Зонтаг. Именно Лейбовиц е автор на всички по-късни снимки на Зонтаг.
Зонтаг умира на 28 декември 2004 г. от левкемия на 71-годишна възраст в Ню Йорк. Погребана е в Париж на гробището Монпарнас. През март 2005 г. в Ню Йорк се провежда концерт в нейна памет с участието на струнен квартет „Брентано“ и британската пианистка Мицуко Учида.

## Награди и отличия
Сюзън Зонтаг е носител на множество награди и почетни звания. За книгата си „За фотографията“ Зонтаг е удостоена с наградата за критика на Националния кръг на литературните критици (1977). В Италия е удостоена с наградата „Курцио Малапарте“ (1992). Два пъти е награждавана с френския Орден за изкуства и литература (1984, 1999). Избрана е за член на Американската академия за изкуства и литература (1993). Удостоена е също с Наградата на Йерусалим (2001) и с най-престижната литературна награда в Германия – Наградата за мир на германските книгоразпространители и книготърговци (Франкфурт на Майн, 2003).
Кариерата ѝ на писателка достига своя връх с Националната награда за книга на САЩ за историческия роман „В Америка“ (1992) през 2000 г. Последната ѝ награда приживе е Наградата на принца на Астурия, която тя получава заедно с ислямската феминистка Фатима Мерниси в раздел „Литература“ (2003). Последната ѝ книга е изследването „Да гледаш болката на другите“.

## Филмография
Сценарий и режисура
- (1969) Duett för kannibaler
- (1971) Broder Carl
- (1974) Promised Lands
- (1983) Unguided Tour AKA Letter from Venice

Документални филми (за нея или с нейно участие)
- 1966: Galaxy
- 1979: Town Bloody Hall
- 1983: Zelig (Interview) (реж. Уди Алън)
- 1984: Mauvaise conduite (реж. Néstor Almendros)
- 1987: Do Not Enter: The Visa War Against Ideas (реж. Robert Richter, Catherine Warnow)
- 1991: Joseph Cornell: Worlds in a Box (реж. Mark Stokes)
- 2003: Die Liebhaberin des Vulkans – Mit Susan Sontag in New York (реж. Brigitta Ashoff)
- 2003: Campus, le magazine de l'écrit
- 2006: Absolute Wilson (реж. Katharina Ott-Bernstein)
- 2011: Susan Sontag. Denkerin und Diva / Une diva engagée / The glamour of seriousness (реж. Birgitta Ashoff)
- 2014: Regarding Susan Sontag (реж. Nancy Kates)